# Toho
Toho (東宝株式会社?, Tōhō Kabushiki-gaisha) è una casa di produzione cinematografica giapponese fondata nel 1932. Ha sede a Chiyoda (Tokyo) e fa parte dell'Hankyu Hanshin Toho Group. Al di fuori del Giappone è nota per essere la casa di produzione e distribuzione di numerosi film kaijū e tokusatsu e di tutti i film dedicati a Godzilla.

## Produzione e distribuzione

### Film

#### 1930
- Three Sisters with Maiden Hearts (1935)
- Enoken's Ten Millions (1936)
- Enoken's Ten Millions Sequel (1936)
- Tokyo Rhapsody (1936)
- A Husband Chastity (1937)
- Tojuro's Love (1938)
- Hana chirinu (花ちりぬ?) (1938)
- Enoken's Shrewd Period (1939)
- Chushingura I (1939)
- Chushingura II (1939)

#### 1940
- Song of Kunya (1940)
- Enoken Has His Hair Cropped (1940)
- Songoku: Monkey Sun (1940)
- Uma (1941)
- Cane randagio (1949)

#### 1950
- Vivere (1952)
- I sette samurai (1954)
- Godzilla (1954)
- Tōmei ningen (1954)
- Sound of the Mountain (1954)
- Il re dei mostri (1955)
- Jūjin yuki Otoko (1955)
- Sazae-san (1956)
- Rodan, il mostro alato (1956)
- I misteriani (1957)
- Daikaijū Baran (1958)
- La fortezza nascosta (1958)
- Inferno nella stratosfera (1959)

#### 1960
- Storm in the Pacific (1960)
- L'ultima guerra (世界大戦争, Sekai daisensō, 1961)
- Mosura (1961)
- La sfida del samurai (1961)
- Sanjuro (1962)
- Gorath (1962)
- Il trionfo di King Kong (1962)
- Matango il mostro (1963)
- Atragon (1963)
- Watang! Nel favoloso impero dei mostri (1964)
- Dogora - Il mostro della grande palude (1964)
- Ghidorah! Il mostro a tre teste (1964)
- Devil Woman (1964)
- Frankenstein alla conquista della Terra (1965)
- L'invasione degli astromostri (1965)
- Katango (1966)
- Il ritorno di Godzilla (1966)
- King Kong - Il gigante della foresta (1967)
- Il figlio di Godzilla (1967)
- Gli eredi di King Kong (1968)
- Latitudine zero (1969)
- Gojira Minira Gabara - All kaijū dai shingeki (1969)

#### 1970
- Atom, il mostro della galassia (1970)
- Godzilla - Furia di mostri (1971)
- Godzilla contro i giganti (1972)
- Ai confini della realtà (1973)
- Pianeta Terra: anno zero (Nihon chinbotsu, 1973)
- Gojira VS Mekagojira (1974)
- Moskva, ljubov' moja (1974)
- Evil of Dracula (1974)
- Lupin III - La strategia psicocinetica (1974)
- Distruggete Kong! La Terra è in pericolo! (1975)
- Demon Spies (1975)
- Guerra spaziale (1977)
- Zero Fighter (1976)

#### 1980
- Doraemon e seguito (1980)
- Il mago di Oz (1982)
- Il ritorno di Godzilla (1984)
- È quasi magia Johnny: Una difficile scelta (1988)
- Il mio vicino Totoro (1988, co-produzione con Studio Ghibli)
- Una tomba per le lucciole (1988, co-produzione con Studio Ghibli)
- Godzilla contro Biollante (1989)

#### 1990
- Yoko cacciatrice di demoni (1990)
- Godzilla contro King Ghidorah (1991)
- Godzilla contro Mothra (1992)
- Gojira VS Mekagojira (1993)
- Gojira VS Space Gojira (1994)
- Gojira VS Destroyer (1995)
- Mosura (1996)
- Mosura 2 (1997)
- Mosura 3 (1998)
- Ring (1998)
- Gojira 2000 - Millennium (1999)

#### 2000
- Gojira × Megaguirus - G shōmetsu sakusen (2000)
- Metropolis (2001)
- La città incantata (2001), co-produzione con Studio Ghibli)
- Le Superchicche: il film (2001), co-produzione con Shin-Ei Animation e Cartoon Network)
- Inuyasha movies (2001-2004, co-produzione con Bandai Namco Filmworks)
- Hamtaro Film 1: Hamu Hamu Rando Daibouken/Adventures in Ham-Ham Land (2001) (distributore)
- Hamtaro Film 2: Hamu Hamu Hamu Maboroshi no Purincess/Princess of Vision (2002) (distributore)
- Beyblade Movie (爆転シュートベイブレード THE MOVIE 激闘!!タカオVS大地 - Bakuten Shoot Beyblade The Movie: Gekitou!! Takao vs Daichi) (2002)
- Gojira Mosura King Gidora - Daikaijū sōkōgeki (2001)
- Gojira × Mekagojira (2002)
- Hamtaro Movie 3: Hamu Hamu Guran Purin/Ham-Ham Grand Prix (2003) (distributore)
- Gojira × Mosura × Mekagojira - Tōkyō SOS (2003)
- Il castello errante di Howl (2004, co-produzione con Studio Ghibli)
- Naruto - The Movie: La primavera nel Paese della Neve (2004)
- Gojira - Final Wars (2004)
- Steamboy (2004)
- Hamtaro Film 4: Hamutaro to Fushigi no Oni no Ehon Tou/Hamtaro and the Mysterious Ogre's Picture Book Tower (2004) (distributore)
- Lolerei (2005)
- Densha otoko (2005)
- Nana (2005)
- Bleach: Memories of Nobody (2006)
- Nana 2 (2006)
- Gekijōban Dōbutsu no Mori (2006), co-produzione con OLM, Nintendo, e Shōgakukan
- Touch Movie (2006)
- Rough (2006)
- Nada Sousou (2006)
- Tamagotchi - The Movie: Persi nello spazio! (2007)
- K-20: Legend of the Mask (2008)
- Amalfi: megami no hōshū (2009)

#### 2010
- Confessions (Kokuhaku), regia di Tetsuya Nakashima (2010)
- Wolf Children - Ame e Yuki i bambini lupo, regia di Mamoru Hosoda (2012)
- Godzilla, regia di Gareth Edwards (2014)
- Scoop! (2016)
- Shin Godzilla (2016)
- Godzilla II - King of the Monsters (2019)

#### 2020
- Monster Hunter, regia di Paul W. S. Anderson (2020)
- Miyo - Un amore felino (2020)
- Godzilla Minus One (2023)

### TV

#### Tokusatsu
- Warrior Of Love: Rainbowman (1972)
- Ike! Godman (1972)
- Ike! Greenman (1973)
- Zone Fighter (1973)
- Warrior Of Light: Diamond Eye (1973)
- Enban Sensō Bankid (1976)
- Megaloman (1979)
- Electronic Brain Police Cybercop (1989)
- Seven Stars Fighting God Guyferd (1996)
- Godzilla Island (1997)
- Chouseishin Gransazer (2003)
- Genseishin Justirisers (2004)
- Chousei Kantai Sazer-X (2005)

#### Anime
- Touch (1985)
- Belle e Sebastien (1989)
- Godzilla: The Series (co-produzione) (1999-2000)
- Midori Days - Midori no hibi (co-produzione) (2004)

### Progetti multimediali
- Shin Japan Heroes Universe, (co-produzione) (dal 2022)